# Clodovil (programa de 1983)
Clodovil foi um programa de televisão do tipo variedades de 1983, veiculado pela Rede Bandeirantes e apresentado por Clodovil Hernandes, a partir do qual foi nomeado. Era exibido todas as segundas-feiras, à noite, e estreou no dia 14 de março daquele ano, substituindo o horário de Flávio Cavalcanti no Boa Noite Brasil.
Dirigido por Maurício Sherman, Clodovil foi o segundo programa na carreira televisiva do costureiro Clodovil e o primeiro apresentado exclusivamente por ele, que havia co-apresentado o TV Mulher na Rede Globo ao lado de outros artistas e do qual saiu demitido por conflitos com seus colegas de trabalho. A Rede Bandeirantes apostava como grande estrela do programa em Clodovil, na época dono de sua grife registrada, também chamada Clodovil, e figurinista de cinema.
O programa abordava entrevistas, comentários sobre atualidades e até discussões sobre questões sociais e prometia "muito luxo e sem fandango", além de "humor fino", em um esquema de show business com música e dança. O cenário, que exibia o nome da griffe de Clodovil em neón azul sob fundo negro, foi criado por Cyro Del Nero. Clodovil também, ao longo do programa, costumava responder cartas que fãs lhe enviavam pedindo conselhos e sugestões sobre moda e enviava caixas de chocolate de sua grife Clodovil para telespectadores por correio.
Ao mesmo tempo que apresentava o programa na Bandeirantes, Clodovil encenou como ator na novela Sabor de Mel da emissora. 

## Episódios
No episódio de estreia, a temática foi sobre "Vale a pena casar?", abrindo com cerca de 50 modelos - todas casadas na vida real - usando vestido de noiva, e Clodovil dirigiu o debate com um jornalista econômico, um padre, o craque de futebol Éder e a sexóloga Maria Helena Matarazzo. Clodovil também dançou com o Ballet Stagium e entrevistou Dina Sfat e a cantora Cláudya.
Em um episódio de junho de 1983, Clodovil apresentou Olivia Byington e Ivan Lins. Em outro episódio daquele mês, Clodovil recebeu um grupo de pintores - Claudio Tozzi, Darcy Penteado, Aldemir Martins e Manezinho Araújo - envolvidos no projeto A cor ajuda a diminuir a dor, de pintura de painéis em hospitais; seguido de entrevista com a cantora Leny Andrade. Ainda naquele mês, o programa recebeu para entrevista os atores Ittala Nandi e Renato Borghi; a cantora Célia; e prestou homenagem a Alceu Penna (1915-1980), estilista e ilustrador brasileiro. 
Em agosto de 1983, Clodovil recebeu as cantoras Joanna e Ângela Ro Ro, além de Lucinha Araújo (mãe de Cazuza). 
Em determinado episódio, Clodovil Hernandes recebeu Neusinha Brizola, mas sua entrevista foi criticada porque ele teria sido alegadamente muito debochado e desrespeitoso com a convidada.

## Fim
Em agosto de 1983, Clodovil Hernandes fez um desabafo na mídia de que estava "desencantado" com a Bandeirantes e com a televisão, pelo tempo que lhe era tirado de seu ateliê no Cidade Jardim e pela "falta de profissionalismo" na queda de qualidade de seu programa, criticando a verba destinada para seu programa (cerca de Cr$ 300 mil) para contratar artistas de maior cachê e o fato de que não tinha mais um "camarim com banheiro privativo". Ele também afirmou que registrava suas cartas à Bandeirantes em cartório para, eventualmente, um dia expor que estava sendo deixado à margem pela emissora; e negou ser temperamental, mas sim perfeccionista, o que explicou as várias mudanças de diretor do programa e a saída de Eduardo Sidney (que dirigia então o programa de Hebe Camargo também), substituído por Abelardo Figueiredo. 
Em clima de desentendimentos com o apresentador, a Rede Bandeirantes passou a reprisar os episódios de Clodovil, e em outubro de 1983, Clodovil já estava trabalhando em outra emissora, a TV Manchete, para a estreia do Manchete Shopping Show.